# Phaenias van Eresus
Phaenias van Eresus (Oudgrieks: Φαινίας ὁ Ἐρέσιος) was een Grieks filosoof van Lesbos, belangrijk als een dadelijke volger en commentator van Aristoteles. Hij kwam naar  Athene rond 332 v.Chr., en verenigde zich met zijn landgenoot Theophrastus, in de Peripatetische School. Zijn geschriften over logica en wetenschap lijken commentaren en toevoegingen te zijn op het werk van Aristoteles en Theophrastus. Ook schreef hij uitgebreide werken over geschiedenis. Zijn werk is echter verloren gegaan.

## Zijn leven
Phaenias was geboren in  Eresus op het eiland Lesbos. Hij was een vriend en stadgenoot van de bekende filosoof Theophrastus. Diogenes Laërtius vermeldt trouwens een brief van Theophrastus aan Phaenias. De Suda vermeldt dat hij naar Athene kwam rond 332 v.Chr. en zich daar verenigde met Theophrastus in de Peripatetische School. Na Theophrastus was hij zelfs de voornaamste leerling van Aristoteles. Hij schreef over alle onderdelen van de filosofie, bestudeerd in de Peripatetische School, met naam de logica, de botanica, de geschiedenis en de literatuur.

## Zijn filosofie

### Logica
We hebben maar beperkte informatie over zijn werk over logica. Hij lijkt commentaren en toevoegingen geschreven te hebben op het werk van Aristoteles, die misschien overschaduwd werden door het werk van de meester zelf. In een passage van Ammonius Hermiae wordt er verteld dat  Eudemus, Phaenias en Theophrastus Categorieën, De Interpretatione en Analyses schreven. Ook is er een belangrijke passage naar ons gekomen door Alexander van Aphrodisias van een werk van Phaenias, getiteld Contra Diodorum, wat misschien hetzelfde is als het door Athenaeus van Naucratis geciteerde werk Tegen de sofisten, waarin sommige muzikanten bekritiseerd worden.

### Natuur
Athenaeus citeert ook zijn werk Over de planten dat vaak in verbinding staat met het werk van Theophrastus en daar een uitbreiding op kan zijn. Deze fragmenten geven ons enig inzicht in de inhoud van het werk en de schrijversstijl. Hij lijkt vooral aandacht te besteden aan planten, die in tuinen gebruikt worden en op een andere manier met mensen verbonden zijn; Zijn stijl is gericht op exactheid en toont veel aandacht voor definities, karakteriserend voor de Peripatetische School.

### Geschiedenis
Plutarchus spreekt over Phaenias als een autoriteit en een "filosoof goed belezen in de geschiedenis". Hij schreef een kroniek getiteld Prytaneis Eresioi; het tweede boek hiervan is weer geciteerd door Athenaeus. Dit is ofwel een geschiedenis van zijn geboortestad of een algehele Griekse geschiedenis gerelateerd aan de periode van de magistratuur van Eresus. Ook schreef hij werken over de tirannen, zoals Over de tirannen in Sicilië. Er zijn slechts enkele overgeleverde fragmenten hiervan.